# Lijst van gezaghebbers
Dit is een lijst van gezaghebbers. Deze lijst is onderverdeeld in een lijst van huidige gezaghebbers en lijsten per eilandgebied.

## Lijst van huidige gezaghebbers in Nederland

### Toelichting
Een gezaghebber wordt aangesteld voor een periode van zes jaar, waarna hij/zij herbenoemd kan worden. In de kolom 'Per (laatst)' staat de datum waarop de meest recente (her)benoeming inging, in de kolom 'Per (eerst)' de datum van de eerste benoeming (in geval van eerdere termijnen). De kolom 'Per (eerst)' blijft leeg als de meest recente benoeming tevens de eerste benoeming van de gezaghebber in het desbetreffende openbaar lichaam is.
| Openbaar lichaam | Lijst | Gezaghebber      | Partij        | Per (laatst)    | Per (eerst)     | Bijzonderheden                                      |
| ---------------- | ----- | ---------------- | ------------- | --------------- | --------------- | --------------------------------------------------- |
| Bonaire          | lijst | John Soliano     | onafhankelijk | 1 augustus 2024 |                 |                                                     |
| Sint Eustatius   | lijst | Alida Francis    | onafhankelijk | 10 april 2024   |                 |                                                     |
| Saba             | lijst | Jonathan Johnson |               | 1 juli 2014     | 10 oktober 2010 | Sinds 2 juli 2008 gezaghebber van Eilandgebied Saba |

## Gezaghebbers van Eilandgebieden van de Nederlandse Antillen
- Lijst van gezaghebbers van Aruba
- Lijst van gezaghebbers van Bonaire
- Lijst van gezaghebbers van de Bovenwindse Eilanden
  - Lijst van administrateurs van Saba
  - Lijst van administrateurs van Sint Eustatius
- Lijst van gezaghebbers van Curaçao
- Lijst van gezaghebbers van Saba
- Lijst van gezaghebbers van Sint Eustatius
- Lijst van gezaghebbers van Sint Maarten